# Giulio Pagliano
Giulio Pagliano (Gallipoli, 17 marzo 1882 – Gallipoli, 21 febbraio 1932) è stato un pittore italiano.
Figura di rilievo nel panorama culturale del Meridione italiano della prima metà del Novecento, alcune sue opere sono conservate nel Museo Sigismondo Castromediano di Lecce e nella Pinacoteca Corrado Giaquinto di Bari.
Oltre a frequentare i circoli artistici di Venezia e partecipare a varie edizioni della Biennale, l'artista gallipolino scrisse di critica d'arte per i giornali "L'Adriatico",  edito a Zara e il "Rugantino".
Nel Museo civico di Gallipoli si trovano le opere: il Ritratto di Sophia Stevens, La casa di sanità e il porto di Gallipoli, la Veduta del porto di Gallipoli (toletta di guerra), una tela che rappresenta un Giovane in veste militare, un autoritratto e una raccolta di dodici cartoline che rappresentano paesaggi. 
Il nucleo più consistente delle sue opere è conservato nella pinacoteca del monastero dei cistercensi di Martano.